# 上武
上武（じょうぶ）
1. 上野国（群馬県）と武蔵国（埼玉県、東京都、神奈川県の一部）の総称。
2. 群馬県と埼玉県の総称。
3. かつての熊谷県中部。

## 概要
群馬県南部から埼玉県北部に跨がる一帯を指す。特に、群馬県の高崎市・伊勢崎市・太田市、埼玉県の熊谷市・深谷市・本庄市を中心とした一帯を指す。国道17号、高崎線や関越自動車道などが、幹線として縦断する。
いわゆる「両毛デルタ地帯」に近いため、モータリゼーションの進展が著しい地域の一つである。

## 交通

### 鉄道

#### JR線
- 東日本旅客鉄道（JR東日本）
  - 上越新幹線
  - 北陸新幹線
  - 高崎線
  - 上越線
  - 両毛線
  - 八高線

#### 私鉄
- 東武鉄道
  - 伊勢崎線
  - 桐生線
  - 小泉線
  - 東上線
- 秩父鉄道（かつては「上武鉄道」という名前だった）
  - 秩父本線

### 道路

#### 高速道路
- 高速自動車国道
  - 関越自動車道
  - 東北自動車道
  - 北関東自動車道

#### 一般道路
- 国道
  - 国道17号（上武道路）
  - 国道50号
  - 国道122号
  - 国道140号
  - 国道254号
  - 国道299号
  - 国道353号
  - 国道354号
  - 国道407号
  - 国道462号